# Stilelibero
Stilelibero è l'ottavo album del cantautore romano Eros Ramazzotti, uscito il 27 ottobre 2000. La versione del disco pubblicata in lingua spagnola è intitolata Estilo libre.

## Descrizione
Secondo quanto dichiarato da Eros Ramazzotti, Stilelibero è un album «fatto di corsa»: il cantautore ha infatti affermato che, dopo essersi concentrato sulla realizzazione dell'album Come fa bene l'amore di Gianni Morandi, avrebbe voluto pubblicare il proprio lavoro discografico solo nel 2001, ma la casa discografica ha preferito anticiparne l'uscita.
L'album è stato anticipato dal singolo Fuoco nel fuoco, un brano che narra di un amore passionale che brucia troppo in fretta, musicalmente definito da alcuni critici come una ballata svelta, nella quale la melodia italiana è accompagnata da uno spirito nero e da arrangiamenti latineggianti.
Le collaborazioni presenti all'interno del disco sono molteplici. Più che puoi è un duetto tra il cantautore romano e Cher, che ha come oggetto una sorta di inno alla vita.
Il brano Improvvisa luce ad est vede invece la partecipazione di Lorenzo "Jovanotti" Cherubini, che ha firmato il testo del brano. A proposito della collaborazione, Jovanotti ha dichiarato che si tratta di «una canzone d'amore, la storia di uno che è stato lasciato dalla sua ragazza», aggiungendo che «il brano è la cronaca del suo primo giorno senza di lei». In occasione della presentazione del disco, avvenuta il 23 ottobre 2000, Eros Ramazzotti e Jovanotti hanno eseguito in duetto il brano Improvvisa luce ad est. In diversi brani compaiono inoltre musicisti di grande fama, come Steve Ferrone, Michael Landau, Nathan East e Greg Phillinganes.
In riferimento al titolo Stilelibero, Ramazzotti ha dichiarato che l'album «è un lavoro ricco, dove ogni canzone svela una atmosfera musicale speciale, in cui il canto, i suoni e le parole sono incastonate con un paziente lavoro e in modo unico. Con stile e in libertà. Stile libero appunto».
Ad accompagnarlo durante i concerti dell'omonimo tour sono stati Max Pezzali e i Gemelli DiVersi.

## Tracce

### Stilelibero
1. L'ombra del gigante – 4:42 (Maurizio Fabrizio, Claudio Guidetti, Adelio Cogliati, Eros Ramazzotti, Lorenzo Cherubini)
2. Fuoco nel fuoco – 4:02 (Claudio Guidetti, Adelio Cogliati, Eros Ramazzotti, Carlos Santana)
3. Lo spirito degli alberi – 4:13 (Claudio Guidetti, Eros Ramazzotti, Alberto Salerno)
4. Un angelo non è – 4:39 (Claudio Guidetti, Adelio Cogliati, Eros Ramazzotti)
5. L'aquila e il condor – 4:29 (Maurizio Fabrizio, Claudio Guidetti, Adelio Cogliati, Eros Ramazzotti)
6. Più che puoi – 4:10 (Adelio Cogliati, Eros Ramazzotti, Cherlyn Sarkisian Lapierre) – duetto con Cher
7. Il mio amore per te – 4:17 (Adelio Cogliati, Eros Ramazzotti, Luca Chiaravalli)
8. E ancor mi chiedo – 4:22 (Claudio Guidetti, Adelio Cogliati, Eros Ramazzotti)
9. Improvvisa luce ad est – 4:42 (Claudio Guidetti, Lorenzo Cherubini, Eros Ramazzotti)
10. Nell'azzurrità – 4:17 (Claudio Guidetti, Adelio Cogliati, Eros Ramazzotti)
11. Amica donna mia – 4:05 (Claudio Guidetti, Adelio Cogliati, Eros Ramazzotti)
12. Per me per sempre – 3:55 (Claudio Guidetti, Adelio Cogliati, Eros Ramazzotti)

Durata totale: 51:53

### Estilolibre
1. La sombra del gigante – 4:42 (Claudio Guidetti, Adelio Cogliati, Eros Ramazzotti, Lorenzo Cherubini)
2. Fuego en el fuego – 4:02 (Claudio Guidetti, Adelio Cogliati, Eros Ramazzotti)
3. El alma de los arboles – 4:13 (Claudio Guidetti, Eros Ramazzotti, Alberto Salerno)
4. Un angel no es – 4:39 (Claudio Guidetti, Adelio Cogliati, Eros Ramazzotti)
5. El aguila y el condor – 4:29 (Maurizio Fabrizio, Claudio Guidetti, Adelio Cogliati, Eros Ramazzotti)
6. Più che puoi – 4:14 (Antonio Galbiati, Adelio Cogliati, Eros Ramazzotti, Cherlyn Sarkisian Lapierre) – duetto con Cher
7. Mi amor por ti – 4:17 (Giuseppe Dettori, Adelio Cogliati, Eros Ramazzotti, Luca Chiaravalli)
8. Quiero saberlo – 4:22 (Claudio Guidetti, Adelio Cogliati, Eros Ramazzotti)
9. Y en el este una luz – 4:42 (Claudio Guidetti, Eros Ramazzotti, Giuseppe Tosetto, Lorenzo Cherubini)
10. Azul sin par – 4:17 (Maurizio Fabrizio, Claudio Guidetti, Adelio Cogliati, Eros Ramazzotti)
11. Mujer amiga mia – 4:08 (Claudio Guidetti, Adelio Cogliati, Eros Ramazzotti)
12. Para mi sera por siempre – 3:55 (Maurizio Fabrizio, Claudio Guidetti, Adelio Cogliati, Eros Ramazzotti)

## Classifiche
Con oltre 900 000 copie e con 70 settimane consecutive nella top 50 italiana è stato uno dei best seller dell'annata musicale italiana, pur non raggiungendo mai la prima posizione. 
In Francia rimane in classifica 72 settimane e in Germania 63 settimane.
A livello mondiale, le copie vendute sono oltre 4 milioni.
| Classifica (2000-2001) | Posizione massima |
| ---------------------- | ----------------- |
| Austria                | 3                 |
| Belgio (Fiandre)       | 6                 |
| Belgio (Vallonia)      | 1                 |
| Europa                 | 3                 |
| Finlandia              | 9                 |
| Francia                | 3                 |
| Germania               | 2                 |
| Grecia                 | 2                 |
| Italia                 | 2                 |
| Messico                | 4                 |
| Norvegia               | 17                |
| Paesi Bassi            | 9                 |
| Polonia                | 26                |
| Spagna                 | 3                 |
| Svezia                 | 15                |
| Svizzera               | 1                 |
| Stati Uniti (World)    | 14                |
| Stati Uniti (Latin)    | 11                |

### Classifiche di fine anno
| Classifica (2000) | Posizione |
| ----------------- | --------- |
| Austria           | 37        |
| Belgio (Fiandre)  | 63        |
| Belgio (Vallonia) | 16        |
| Europa            | 60        |
| Germania          | 49        |
| Italia            | 5         |
| Paesi Bassi       | 94        |
| Svizzera          | 5         |
| Classifica (2001) | Posizione |
| Austria           | 31        |
| Belgio (Fiandre)  | 49        |
| Belgio (Vallonia) | 19        |
| Europa            | 13        |
| Francia           | 66        |
| Germania          | 18        |
| Italia            | 6         |
| Paesi Bassi       | 89        |
| Svizzera          | 11        |

## Formazione
- Eros Ramazzotti – voce, cori, programmazione, chitarra acustica, chitarra elettrica, percussioni
- Michael Landau – chitarra elettrica, chitarra acustica
- Claudio Guidetti – chitarra elettrica, cori, programmazione, chitarra acustica, slide guitar, pianoforte, sintetizzatore, tastiera, autoharp, organo Hammond
- Nathan East – basso
- Steve Ferrone – batteria
- Tim Pierce – chitarra elettrica, chitarra acustica, mandolino
- John Themis – chitarra elettrica
- John Pierce – basso
- Alfredo Golino – batteria
- Steve Hilton – programmazione
- Ramon Stagnaro – chitarra acustica
- Jamie Muhoberac – tastiera
- Paul Bushnell – basso
- Wayne Rodrigues – programmazione
- John Robinson – batteria
- Flavio Scopaz – basso
- Greg Phillinganes – pianoforte
- Luis Conte – percussioni
- Celso Valli – tastiera, pianoforte, organo Hammond, Fender Rhodes, sintetizzatore
- Luca Bignardi – programmazione
- Fio Zanotti – fisarmonica
- Maurizio Fabrizio – tastiera, pianoforte
- Charles Judge – pianoforte, programmazione, tastiera, sintetizzatore
- Dean Parks – mandolino
- Gavyn Wright – violino
- Perry Montague-Mason – violino
- Enrico Guerzoni – violoncello
- Alex Brown, Darryl Phinnessee, Lynn Davis, Phillip Ingram, Arnold McCuller, David Lasley – cori
- Bruce Dukov, Denyse Buffum, Joel Derouin, Larry Corbett, Bob Becker, Steve Richards – archi